# Suiqui Milamilani
Suiqui Milamilani (auch: Suiqui Mila Milani) ist eine Ortschaft im Departamento La Paz im südamerikanischen Andenstaat Bolivien.

## Lage im Nahraum
Suiqui Milamilani liegt in der Provinz Sud Yungas und ist der zweitgrößte Ort im Cantón Yanacachi im Municipio Yanacachi. Die Ortschaft liegt auf einem Bergsporn auf einer Höhe von 1694 m einen Kilometer südlich des Río Tamampaya, kurz vor der Vereinigung mit dem Río Unduavi.

## Geographie
Suiqui Milamilani liegt in den bolivianischen Yungas am Ostabhang des Hochgebirgsrückens der Cordillera Real. Das Klima ist ein typisches Tageszeitenklima, bei dem die mittlere Schwankung der Tagestemperaturen deutlicher ausfällt als die jahreszeitlichen Schwankungen.
Die mittlere Durchschnittstemperatur der Region liegt bei 21 °C (siehe Klimadiagramm Chulumani), die mittleren Monatswerte schwanken nur unwesentlich zwischen 18 °C im Juli und 22 °C im Dezember. Der Jahresniederschlag beträgt etwa 1150 mm, die Monatsniederschläge liegen zwischen etwa 20 mm in den Monaten Juni und Juli und mehr als 150 mm von Dezember bis Februar.

## Verkehrsnetz
Suiqui Milamilani liegt 111 Straßenkilometer östlich von La Paz, der Hauptstadt des gleichnamigen Departamentos.
Von La Paz führt die asphaltierte Nationalstraße Ruta 3 in nordöstlicher Richtung sechzig Kilometer bis Unduavi, von dort zweigt die unbefestigte Ruta 25 in südöstlicher Richtung ab entlang des Río Unduavi und erreicht nach 44 Kilometern Puente Villa. Kurz nach dem Abzweig der
Ruta 40 Richtung Coroico überquert die Ruta 25 den Río Takesi; direkt hinter der Brücke zweigt eine unbefestigte Nebenstraße nach rechts ab, folgt dem Río Takesi einen Kilometer flussaufwärts entlang des rechten, südlichen Ufers des Flusses und windet sich dann über sechs Kilometer in zahlreichen Serpentinen bis zur Ortschaft Suiqui Milamilani den Berg hinauf.

## Bevölkerung
Die Einwohnerzahl von Suiqui Milamilani ist in dem Jahrzehnt zwischen den beiden letzten Volkszählungen auf mehr als das Doppelte angestiegen:
| Jahr | Einwohner         | Quelle       |
| ---- | ----------------- | ------------ |
| 1992 | keine Detaildaten | Volkszählung |
| 2001 | 213               | Volkszählung |
| 2012 | 491               | Volkszählung |
| 2024 |                   | Volkszählung |

Die Region weist einen hohen Anteil von indigener Aymara-Bevölkerung auf, im Municipio Yanacachi sprechen 54,8 Prozent der Bevölkerung Aymara.